# Vykintas Slivka
Vykintas Slivka (Panevėžys, 29 april 1995) is een Litouws voetballer die bij voorkeur als middenvelder speelt. In 2015 debuteerde hij in het Litouws voetbalelftal.
In 2013 verruilde hij de jeugdopleiding van Ekranas Panevėžys voor die van Juventus dat hem al een seizoen huurde. Slivka werd verhuurd aan Modena (2014) en het Sloveense Gorica (2015). Op de laatste dag van de transfermarkt, 31 augustus 2015, werd bekend dat Juventus Slivka voor de rest van het seizoen verhuurde aan FC Den Bosch. Slivka maakte zijn debuut voor FC Den Bosch op 20 september 2015 in een uitwedstrijd bij Achilles '29 (0-1). Hij kwam in de 65e minuut in het veld voor Arda Havar. Ontevreden met zijn speeltijd bij Den Bosch, was Slivka begin 2017 bezig met een vertrek en op 24 januari werd zijn huurcontract ontbonden. Hij maakte het seizoen op huurbasis af bij Ascoli waarna Juventus hem overdeed aan het Schotse Hibernian.

## Statistieken
| Seizoen                       | Club           | Land           | Competitie     | Competitie | Competitie | Beker | Beker | Totaal | Totaal |
| Seizoen                       | Club           | Land           | Competitie     | Wed.       | Dlp.       | Wed.  | Dlp.  | Wed.   | Dlp.   |
| ----------------------------- | -------------- | -------------- | -------------- | ---------- | ---------- | ----- | ----- | ------ | ------ |
| 2012/13                       | Juventus       | Italië         | Serie A        | 0          | 0          | 0     | 0     | 0      | 0      |
| 2013/14                       | → Modena       | Italië         | Serie B        | 0          | 0          | 0     | 0     | 0      | 0      |
| 2014/15                       | → ND Gorica    | Slovenië       | 1. SNL         | 12         | 1          | 0     | 0     | 12     | 1      |
| 2015/16                       | → FC Den Bosch | Nederland      | Eerste divisie | 28         | 2          | 4     | 1     | 32     | 3      |
| 2016/17                       | → FC Den Bosch | Nederland      | Eerste divisie | 12         | 0          | 1     | 0     | 13     | 0      |
| Carrièretotaal                | Carrièretotaal | Carrièretotaal | Carrièretotaal | 52         | 3          | 5     | 1     | 57     | 4      |
| Bijgewerkt op 26 januari 2017 |                |                |                |            |            |       |       |        |        |

## Interlandcarrière
Op 5 juni 2015 maakte Slivka zijn debuut voor het Litouws voetbalelftal. In de vriendschappelijke wedstrijd tegen Hongarije mocht hij na 58 minuten invallen voor Gratas Sirgėdas.
| Interlands van Vykintas Slivka voor Litouwen | Interlands van Vykintas Slivka voor Litouwen | Interlands van Vykintas Slivka voor Litouwen | Interlands van Vykintas Slivka voor Litouwen | Interlands van Vykintas Slivka voor Litouwen | Interlands van Vykintas Slivka voor Litouwen |
| №                                            | Datum                                        | Wedstrijd                                    | Uitslag                                      | Competitie                                   | Goals                                        |
| Als speler van ND Gorica                     | Als speler van ND Gorica                     | Als speler van ND Gorica                     | Als speler van ND Gorica                     | Als speler van ND Gorica                     | Als speler van ND Gorica                     |
| -------------------------------------------- | -------------------------------------------- | -------------------------------------------- | -------------------------------------------- | -------------------------------------------- | -------------------------------------------- |
| 1                                            | 5 juni 2015                                  | Hongarije – Litouwen                         | 4 – 0                                        | Vriendschappelijk                            | 0                                            |
| 2                                            | 8 juni 2015                                  | Malta – Litouwen                             | 2 – 0                                        | Vriendschappelijk                            | 0                                            |
| 3                                            | 14 juni 2015                                 | Litouwen – Zwitserland                       | 1 – 2                                        | EK-kwalificatie                              | 0                                            |
| 4                                            | 5 september 2015                             | Estland – Litouwen                           | 1 – 0                                        | EK-kwalificatie                              | 0                                            |
| 5                                            | 8 september 2015                             | Litouwen – San Marino                        | 2 – 1                                        | EK-kwalificatie                              | 0                                            |
| 6                                            | 9 oktober 2015                               | Slovenië – Litouwen                          | 1 – 1                                        | EK-kwalificatie                              | 0                                            |
| 7                                            | 12 oktober 2015                              | Litouwen – Engeland                          | 0 – 3                                        | EK-kwalificatie                              | 0                                            |
| 8                                            | 23 maart 2016                                | Roemenië – Litouwen                          | 1 – 0                                        | Vriendschappelijk                            | 0                                            |
| 9                                            | 26 maart 2016                                | Rusland – Litouwen                           | 3 – 0                                        | Vriendschappelijk                            | 0                                            |
| 10                                           | 29 mei 2016                                  | Litouwen – Estland                           | 2 – 0                                        | Baltic Cup                                   | 0                                            |
| 11                                           | 1 juni 2016                                  | Letland – Litouwen                           | 2 – 1                                        | Baltic Cup                                   | 0                                            |
| 12                                           | 6 juni 2016                                  | Polen - Litouwen                             | 0 – 0                                        | Vriendschappelijk                            | 0                                            |
| 13                                           | 4 september 2016                             | Litouwen - Slovenië                          | 2 – 2                                        | WK-kwalificatie                              | 1                                            |

Bijgewerkt op 6 mei 2016.